# Alpaida canoa
Alpaida canoa Levi, 1988 è un ragno appartenente alla famiglia Araneidae.

## Etimologia
Il nome della specie deriva dal comune brasiliano di rinvenimento: Capão da Canoa.

## Caratteristiche
L'olotipo femminile rinvenuto ha dimensioni: cefalotorace lungo 3,1mm, largo 2,1mm; il primo femore misura 2,3mm e la patella e la tibia circa 2,9mm.

## Distribuzione
La specie è stata rinvenuta nel Brasile meridionale: presso la località di Curumim, nel territorio del comune di Capão da Canoa, appartenente allo stato del Rio Grande do Sul.

## Tassonomia
Al 2014 non sono note sottospecie e dal 1988 non sono stati esaminati nuovi esemplari.